# U.S. Men's Clay Court Championships 1986
L'U.S. Men's Clay Court Championships 1986 è stato un torneo di tennis giocato sulla terra. È stata la 76ª edizione del U.S. Men's Clay Court Championships, che fa parte del Nabisco Grand Prix 1986. Si è giocato a Indianapolis negli Stati Uniti dal 28 aprile al 4 maggio 1986.

## Campioni

### Singolare
Andrés Gómez ha battuto in finale  Thierry Tulasne con il punteggio di 6–4, 7–6

### Doppio
Andrés Gómez /  Hans Gildemeister hanno battuto in finale  John Fitzgerald /  Sherwood Stewart con il punteggio di 6–4, 6–3